# Tjaernoeidae
Tjaernoeidae är en familj av snäckor. Tjaernoeidae ingår i ordningen Mesogastropoda, klassen snäckor, fylumet blötdjur och riket djur.
Familjen innehåller bara släktet Tjaernoeia.